# Goshen, Alabama
Goshen là một thị trấn thuộc quận Pike, tiểu bang Alabama, Hoa Kỳ. Dân số năm 2009 là 303 người, mật độ đạt 46 người/km². được thành lập vào năm 1907.

## Ảnh

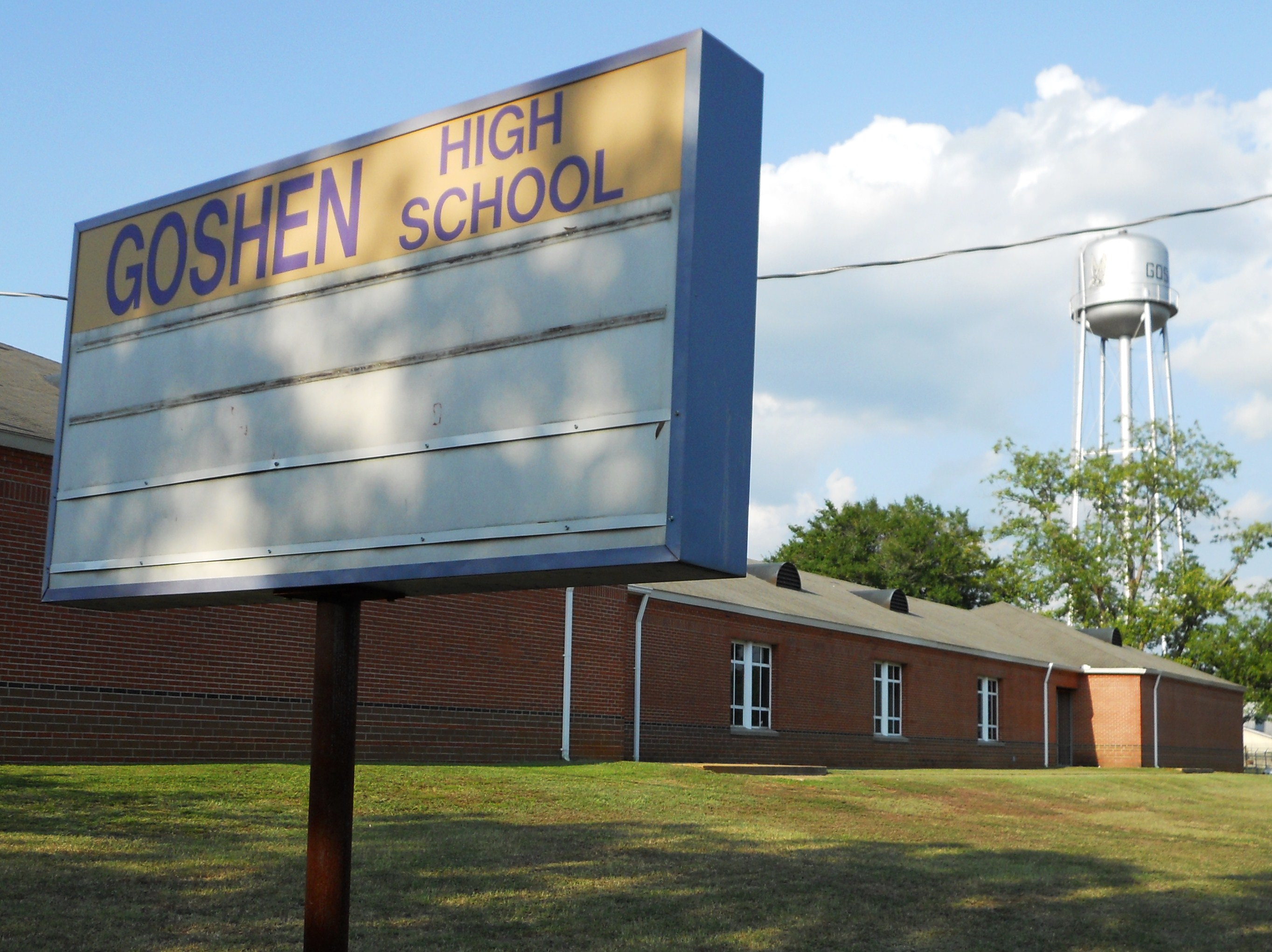
Goshen High School
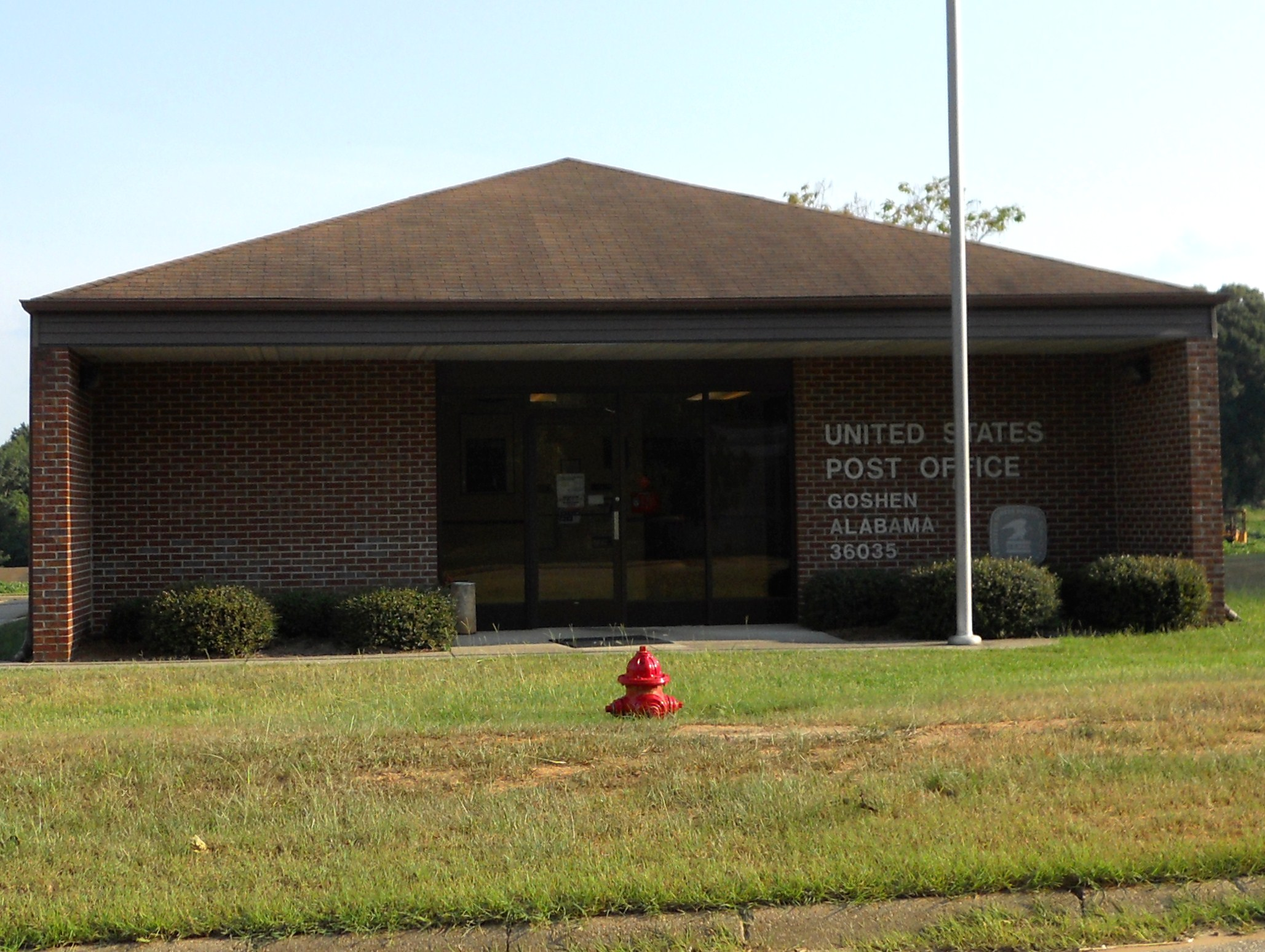
Goshen Post Office (ZIP Code: 36035)